# Кадораго
Кадораго (итал. Cadorago) је насеље у Италији у округу Комо, региону Ломбардија.
Према процени из 2011. у насељу је живело 6112 становника. Насеље се налази на надморској висини од 315 м.

## Становништво
| 1931. | 1936. | 1951. | 1961. | 1971. | 1981. | 1991. | 2001. | 2011. |
| ----- | ----- | ----- | ----- | ----- | ----- | ----- | ----- | ----- |
| 3.082 | 2.992 | 3.575 | 4.155 | 5.059 | 5.353 | 5.918 | 6.593 | 7.631 |